# Востросаблин, Борис Александрович
Борис Александрович Востросаблин (7 октября 1968) — советский и российский футболист, защитник и полузащитник.

## Карьера
Воспитанник ДЮСШ «Торпедо» Москва. Тренеры — В. А. Балашов и Николай Сенюков. В 1985—1989 годах играл за дублирующую команду и во второй лиге за СК ЭШВСМ. В 1990—1991 годах сыграл 70 матчей, забил 7 мячей за воронежский «Факел» в первой лиге.
В 1992—1996 годах провёл 108, забил 8 мячей в высшей лиге за «Торпедо». В январе 1997 года был отдан в двулетнюю аренду в южнокорейский клуб СК, который тренировал Валерий Непомнящий. С клубом в первый год дошёл до финала Кубка страны, в 1998 году — до финала Кубка «Адидас» и Кубка «Филипп Моррис».
Востросаблин вернулся в «Торпедо», но из-за полученной травмы играл за «Торпедо-2» во втором дивизионе, и летом был отдан в аренду в тульский «Арсенал». В феврале 2000 ездил на просмотр в Китай, но перешёл в казахстанский «Женис», с которым стал чемпионом страны. По возвращении в Россию играл в «Металлурге» Красноярск (2001, Первый дивизион), «Спартаке-Орехово» (2001, Второй дивизион), «Оке» Ступино (2002, КФК).
В марте 2001 вызывался в сборную Узбекистана, но в матчах не играл.
В 2003 работал в «Торпедо-ЗИЛ».